# 慈善 (クルアーン)
慈善（アル・マーウーン、アラビア語: سورة الماعون）とは、クルアーンにおける第107番目の章（スーラ）。7つの節（アーヤ）から成る。マッカ時代初期の啓示と考えられている。マーウーンとは元は日常の必需品を指す言葉であったが、転じて財物を施し与える事を意味する言葉となった。